# Kieron Moore
Pour les articles homonymes, voir Moore.

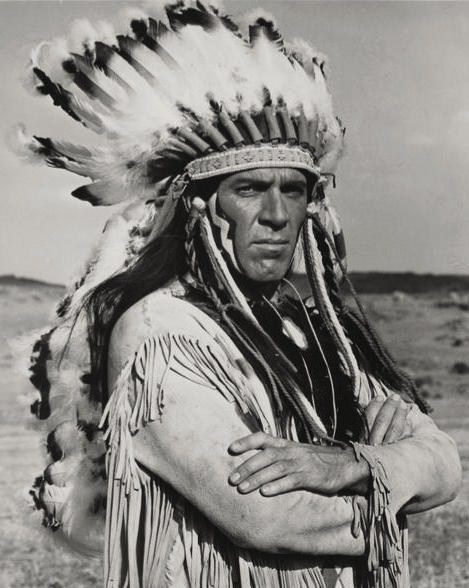
Dans Custer, l'homme de l'ouest
(rôle du chef Dull Knife, 1967)

Kieron Moore est un acteur irlandais, né Kieron O'Hanrahan (irlandais : Ciarán Ó hAnnracháin) le 5 octobre 1924 à Skibbereen (province de Munster), mort le 15 juillet 2007 à Jonzac (Charente-Maritime).

## Biographie
Après des débuts au théâtre à l'Abbey Theatre de Dublin et à Londres, Kieron Moore (nom de scène) entame une carrière au cinéma avec un premier film sorti en 1945. Suivent trente-sept autres films (britanniques et étrangers, ainsi qu'en coproduction), le dernier sorti en 1968.
Un de ses films notables est Anna Karénine de Julien Duvivier (1948), où il est le comte Vronsky, face à Vivien Leigh dans le rôle-titre et Ralph Richardson. Sous la direction d'un autre réalisateur français, Marc Allégret, il tourne Maria Chapdelaine (coproduction franco-britannique, 1950, avec Michèle Morgan et Françoise Rosay) et La Demoiselle et son revenant (film français, 1952, avec Robert Dhéry et Annick Morice). 
Citons également David et Bethsabée d'Henry King (son premier film américain en 1951, dans le rôle d'Urie le Hittite, avec Gregory Peck et Susan Hayward), Darby O'Gill et les Farfadets de Robert Stevenson (1959, avec Albert Sharpe, Janet Munro et Sean Connery), ou encore Arabesque de Stanley Donen (1966, avec Gregory Peck et Sophia Loren). Son avant-dernier film est le western Custer, l'homme de l'ouest de Robert Siodmak (1967, avec Robert Shaw dans le rôle-titre et Mary Ure), où il personnifie le chef indien Dull Knife.
À la télévision, Kieron Moore débute dans le téléfilm Les Hauts de Hurlevent de George More O'Ferrall (adaptation du roman éponyme, avec Patrick Macnee et André Morell, lui-même interprétant Heathcliff), diffusé en 1948. Suivent dix-sept séries entre 1955 et 1974, dont Destination Danger (un épisode, 1960), Département S (un épisode, 1969) et, dans son avant-dernier rôle au petit écran, Poigne de fer et séduction (un épisode, 1974).
Vingt ans après avoir mis un terme à cette carrière d'acteur, en 1994, il se retire avec sa famille dans le village de Saint-Georges-Antignac (Charente-Maritime) et meurt en 2007 dans la ville proche de Jonzac.

## Filmographie partielle

### Cinéma
- 1946 : The Voice Within de Maurice J. Wilson
- 1947 : Un homme dans la maison (A Man About the House) de Leslie Arliss : Salvatore
- 1947 : Mon propre bourreau (My Own Executioner) d'Anthony Kimmins : Adam Lucian
- 1948 : Anna Karénine (Anna Karenina) de Julien Duvivier : Comte Vronsky
- 1949 : Saints and Sinners de Leslie Arliss : Michael Kissane
- 1950 : Due mogli sono troppo de Mario Camerini : Rocco
- 1950 : Maria Chapdelaine de Marc Allégret : Lorenzo Surprenant
- 1951 : Honeymoon Deferred (en) de Mario Camerini
- 1951 : David et Bethsabée (David and Bathsheba) d'Henry King : Urie le Hittite
- 1951 : Dix de la légion (Ten Tall Men) de Willis Goldbeck : Caporal Pierre Molier
- 1952 : La Demoiselle et son revenant de Marc Allégret : L'américain
- 1953 : Mantrap de Terence Fisher : Speight
- 1953 : Le crime ne paie pas (Recoil) de John Gilling : Nicholas Conway
- 1954 : Le Foulard vert (The Green Scarf) de George More O'Ferrall : Jacques
- 1954 : Conflict of Wings de John Eldridge
- 1955 : The Blue Peter de Wolf Rilla : Mike Merriworth
- 1957 : Le Commando sacrifié (The Steel Bayonet) de Michael Carreras : Capitaine R.A. Mead
- 1958 : La Clé (The Key) de Carol Reed : Kane
- 1959 : Darby O'Gill et les Farfadets (Darby O'Gill and the Little People) de Robert Stevenson : Pony Sugrue
- 1959 : Trahison à Athènes (The Angry Hills) de Robert Aldrich : Andreas
- 1960 : Hold-up à Londres (The League of Gentlemen) de Basil Dearden : Capitaine Stevens
- 1960 : Le Jour où l'on dévalisa la banque d'Angleterre (The Day They Robbed the Bank of England) de John Guillermin : Walsh
- 1960 : The Siege of Sydney Street de Robert S. Baker
- 1961 : Le Cadavre qui tue (Doctor Blood's Coffin) de Sidney J. Furie : Dr Peter Blood
- 1962 : La Révolte des Triffides (The Day of the Triffids) de Steve Sekely : Tom Goodwin
- 1962 : The Main Attraction de Daniel Petrie : Ricco Moreno
- 1962 : La Bataille des Thermopyles (The 300 Spartans) de Rudolph Maté : Éphialtès de Trachis
- 1962 : Choc en retour (I Thank a Fool) de Robert Stevens : Roscoe
- 1963 : L'Étrange Mort de Miss Gray (Girl in the Headlines) de Michael Truman : Rodney Herter
- 1964 : Hide and Seek de Cy Endfield : Paul
- 1964 : L'attaque dura sept jours (The Thin Red Line) d'Andrew Marton : Lieutenant Band
- 1965 : Le Fils d'un Hors-la-loi (Son of a Gunfighter) de Paul Landres : Le shérif-adjoint Mace Fenton
- 1965 : Quand la Terre s'entrouvrira (Crack in the World) d'Andrew Marton : Dr Ted Rampion
- 1966 : Arabesque (titre original) de Stanley Donen : Yussef Kasim
- 1967 : Bikini Paradise de Gregg C. Tallas : Lieutenant Allison Fraser
- 1967 : Custer, l'homme de l'ouest (Custer of the West) de Robert Siodmak : Chef Dull Knife

### Télévision
(séries, sauf mention contraire)
- 1948 : Les Hauts de Hurlevent (Wuthering Heights), téléfilm de George More O'Ferrall : Heathcliff
- 1960 : Destination Danger (Danger Man), saison 1, épisode 9 Le Sanctuaire (The Sanctuary) de Charles Frend : Robert Crawford
- 1962 : Sir Francis Drake, le corsaire de la reine (Sir Francis Drake), saison unique, épisode 14 Le Roi d'Amérique (King of America) de David Green : Sir Thomas Stukeley
- 1969 : Département S (Department S), saison unique, épisode 17 Où se cache Christopher Lomax ? (Dead Men Die Twice) : Lomax / Reeves
- 1970 : Mon ami le fantôme (Randall & Hopkirk (deceased)), saison unique, épisode 16 When the Spirit Moves You de Ray Austin : Miklos Corri
- 1972 : L'Aventurier (The Adventurer), saison unique, épisode 9 Bons baisers, Magda (Love Always, Magda) de Cyril Frankel : Nessim
- 1972 : Jason King, saison unique, épisode 17 Toki : Jean Le Grand
- 1974 : Poigne de fer et séduction (The Protectors), saison 2, épisode 18 Dépression nerveuse (A Pocketful of Posies) de Cyril Frankel : Mario Toza